# Norrbo, Ludvika kommun
Norrbo är en ort i Grangärde socken i Ludvika kommun, belägen 25 kilometer nordväst om Ludvika. Norrbo ligger vid Bysjöns norra ände. Fram till 2015 utgjorde området en separat småort för att sedan 2015 ingå i tätorten Norrbo och Västansjö. Postorten är 77014 Nyhammar.

## Historia
Den äldsta kända namnformen är Norreboda. Norrbo by är belagd 1529. Namnet antyder att här ursprungligen har funnit någon form av bodar, antagligen fäbodar eller sjöbodar. Förleden Norr- anspelar på läget till Bysjön eller Grängen som sjön hette på medeltiden. Hur gammal byn är vet man inte, men namnet Boda visar dock att området är yngre än området vid Kyrkbyn, där den första bebyggelsen i bygden uppstod. 

## Gården Täppan
Strax söder om den gamla bytomten för Norreboda ligger gården Täppan med rötter från 1500-talet. På 1940-talet drevs ett pensionat på Täppan. Gården var i samma släkt i cirka 12 generationer men fick en ny ägare omkring år 2003. Bysjöns vik nedanför Täppan kallas efter gården för Täppviken.

## Bilder

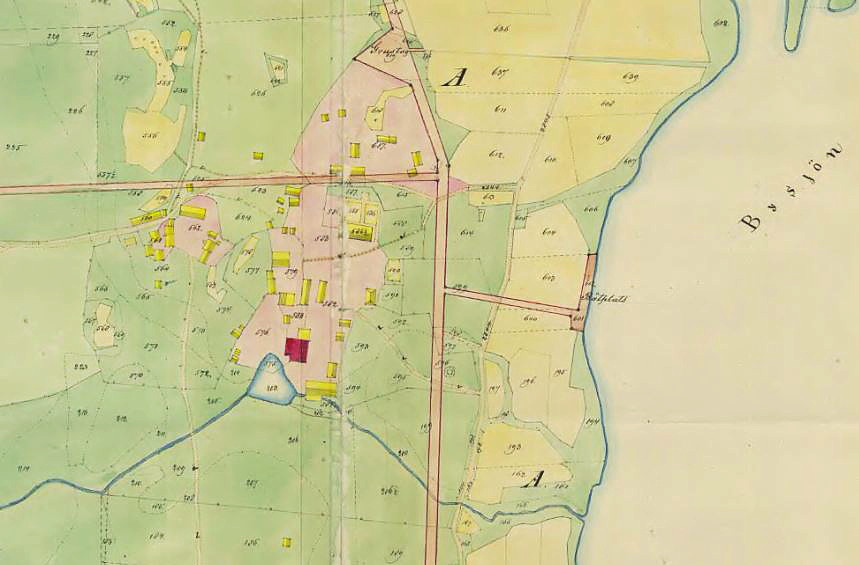
Gården Täppan med omgivning, 1848
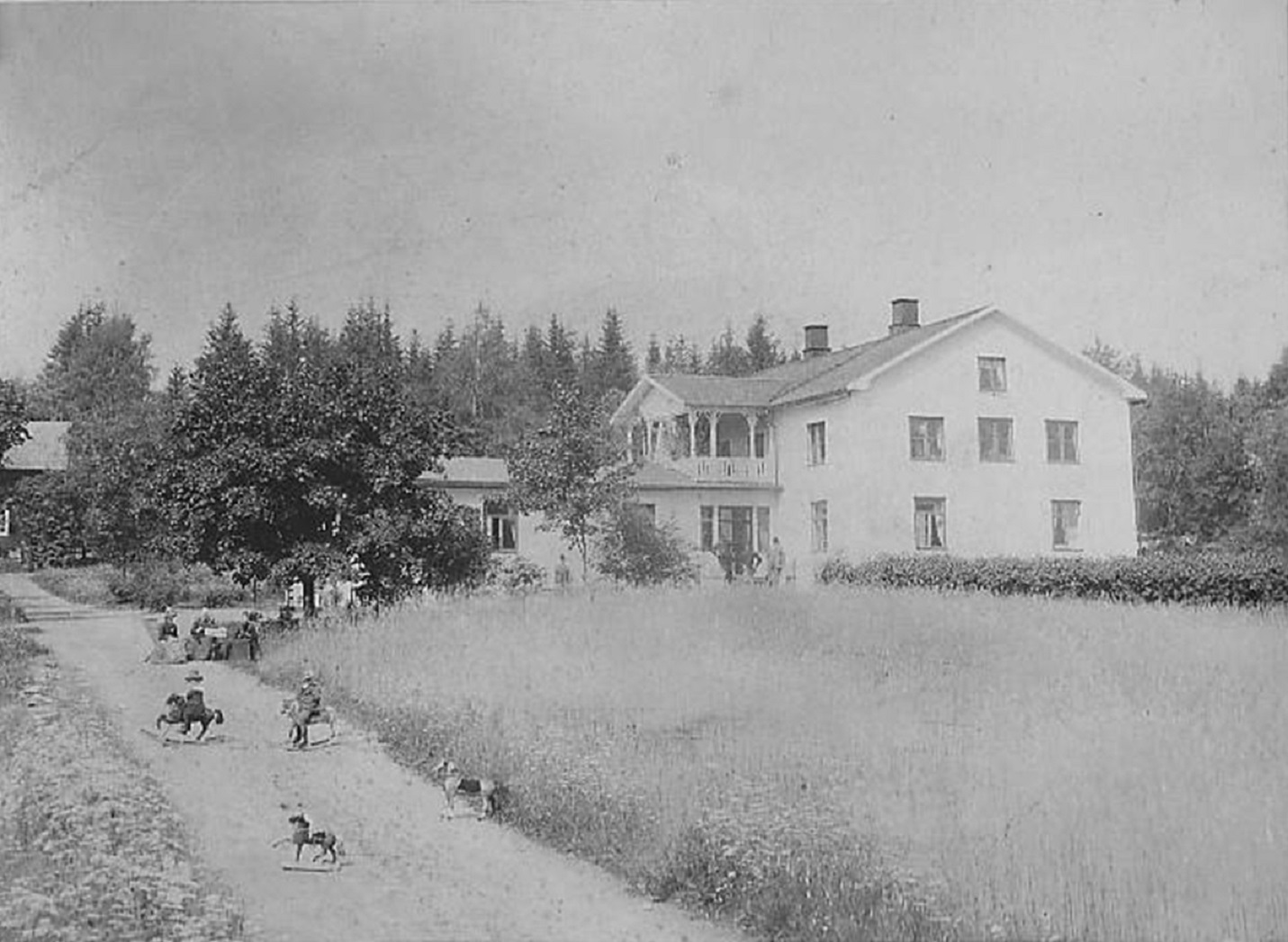
Gården Täppan omkring 1895
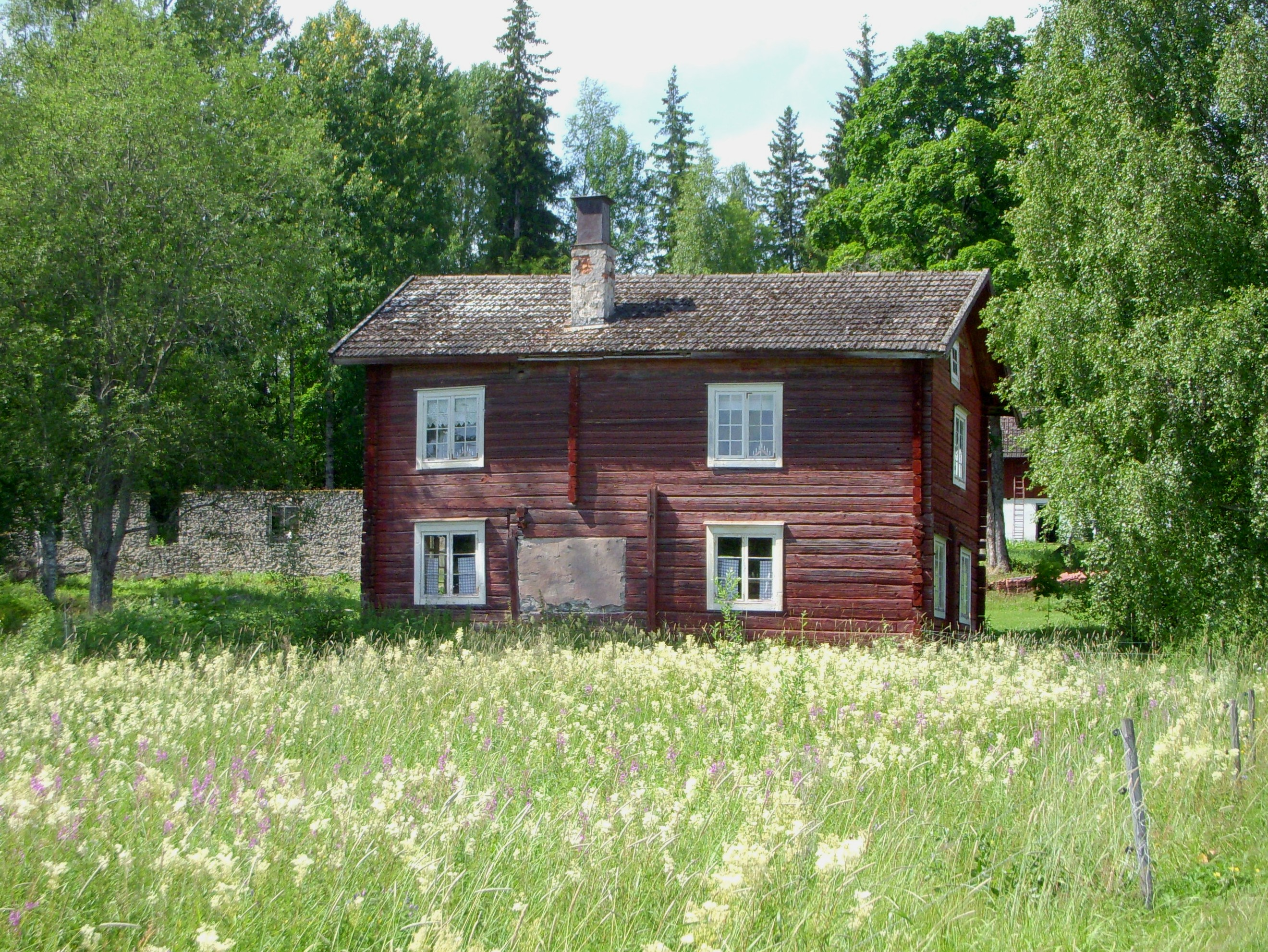
Uthus vid Täppan, juli 2010
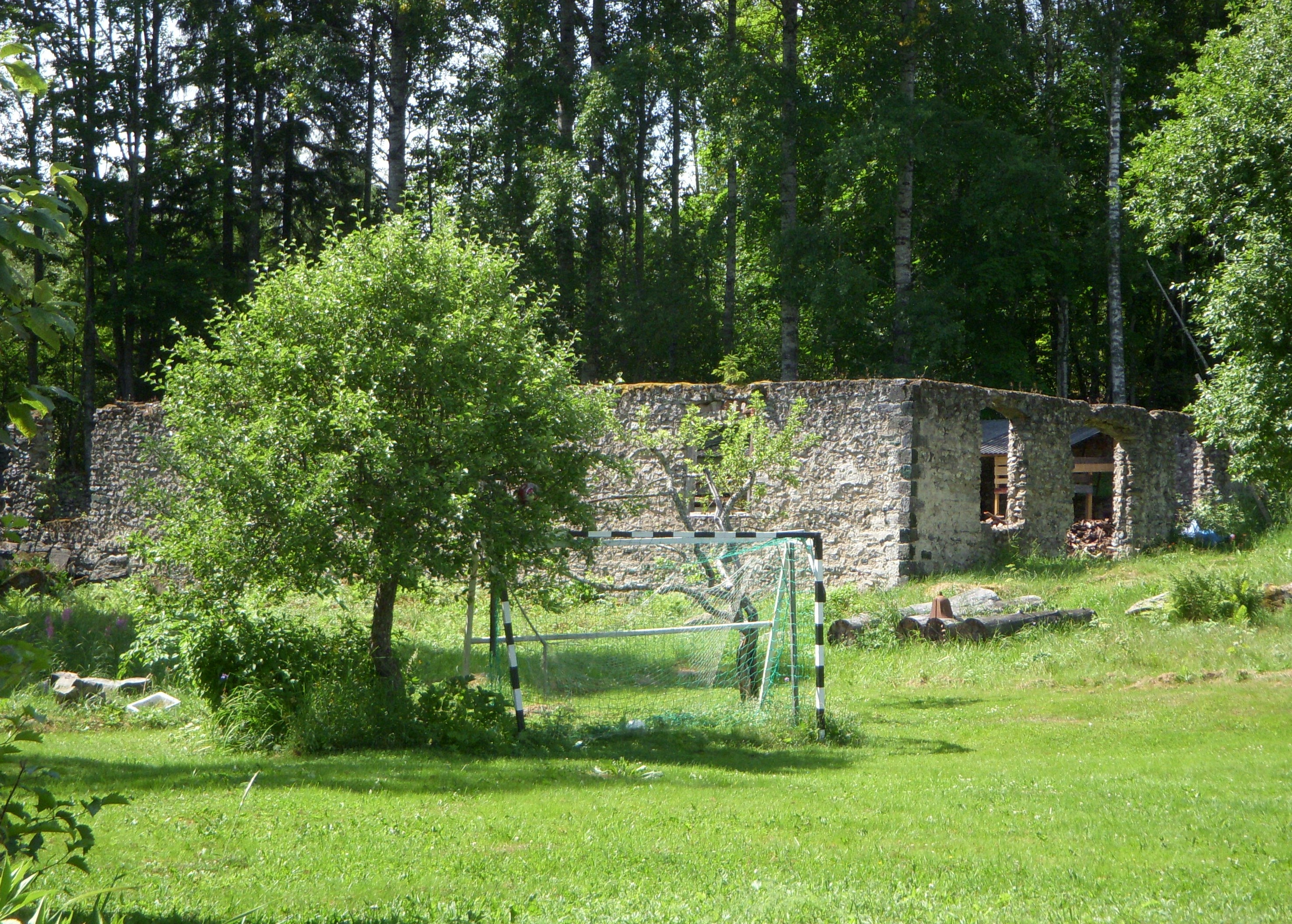
Slaggstensruin vid Täppan